# ハイ・トア州立公園
ハイ・トア州立公園 (ハイ・トアしゅうりつこうえん、High TOR State Park) は、ニューヨーク州 ロックランド郡 ニュー・シティ北に位置する公園。高台にあるためハドソン川の素晴らしい景色を見ることができる。ハイトア州立公園は、ハイトールとリトルトールの二つの山からなるサウスマウンテンにあります。
運営機関
- 通年営業

公園のサービス
- 食事
- ハイキング
- ピクニック（テーブルあり）
- プール
- シャワー